# Karolina Ericsson
Karolina Ericsson (* 5. Juni 1973) ist eine schwedische Badmintonspielerin. 

## Karriere
Karolina Ericsson gewann nach mehreren Juniorentiteln 1996 mit den Portugal International ihre erste internationale Meisterschaft. Weitere Siege folgten bei den Norwegian International, Irish Open, Bitburger Open und Iceland International.

## Sportliche Erfolge
| Saison    | Veranstaltung                     | Disziplin    | Platz | Name                                                           |
| --------- | --------------------------------- | ------------ | ----- | -------------------------------------------------------------- |
| 1985/1986 | Schweden: Einzelmeisterschaft U15 | Damendoppel  | 1     | Karolina Ericsson / Jeanette Ryrman (Tranås BMK / BMK Kungs)   |
| 1986/1987 | Schweden: Einzelmeisterschaft U15 | Dameneinzel  | 1     | Karolina Ericsson (Tranås BMK)                                 |
| 1986/1987 | Schweden: Einzelmeisterschaft U15 | Mixed        | 1     | Niklas Tholinsson / Karolina Ericsson (BMK Kungs / Tranås BMK) |
| 1988/1989 | Schweden: Einzelmeisterschaft U17 | Damendoppel  | 1     | Karolina Ericsson / Anna Sylvander (BK Aura)                   |
| 1989/1990 | Schweden: Einzelmeisterschaft U19 | Damendoppel  | 1     | Karolina Ericsson / Jeanette Ryrman (Tranås / Västra Frölunda) |
| 1989/1990 | Schweden: Einzelmeisterschaft U19 | Dameneinzel  | 1     | Karolina Ericsson (Tranås)                                     |
| 1990/1991 | Schweden: Einzelmeisterschaft U19 | Dameneinzel  | 1     | Karolina Ericsson (Tranås)                                     |
| 1991      | Junioren-Europameisterschaft      | Damendoppel  | 3     | Karolina Ericsson / Lotta Andersson                            |
| 1992/1993 | Schweden: Einzelmeisterschaft U22 | Herrendoppel | 1     | Lotta Andersson / Karolina Ericsson (MBK / BK Aura)            |
| 1992/1993 | Schweden: Einzelmeisterschaft U22 | Dameneinzel  | 1     | Karolina Ericsson (BK Aura)                                    |
| 1993      | Irish Open                        | Dameneinzel  | 2     | Karolina Ericsson                                              |
| 1993/1994 | Schweden: Einzelmeisterschaft U22 | Dameneinzel  | 1     | Karolina Ericsson (BK Aura)                                    |
| 1993/1994 | Schweden: Einzelmeisterschaft U22 | Herrendoppel | 1     | Lotta Andersson / Karolina Ericsson (MBK / BK Aura)            |
| 1996      | Portugal International            | Dameneinzel  | 1     | Karolina Ericsson                                              |
| 1997      | Irish Open                        | Dameneinzel  | 1     | Karolina Ericsson                                              |
| 1997      | Norwegian International           | Dameneinzel  | 1     | Karolina Ericsson                                              |
| 1998      | Hongkong Open                     | Dameneinzel  | 5     | Karolina Ericcson                                              |
| 1998      | Bitburger Open                    | Dameneinzel  | 1     | Karolina Ericsson                                              |
| 1999      | Weltmeisterschaft                 | Dameneinzel  | 9     | Karolina Ericsson                                              |
| 1999      | Iceland International             | Dameneinzel  | 1     | Karolina Ericsson                                              |